# Sanawa
Sanawa, född 6 maj 2006, är en fransk varmblodig travhäst. Hon tränades av sin ägare Philippe Allaire och kördes av Bernard Piton.
Sawana började tävla 2015 och segrade i tre av sex starter under sin första säsong på tävlingsbanan. Hon sprang under sin karriär in 486 195 euro på 26 starter varav 7 segrar, 5 andraplatser och 4 tredjeplats. Hon tog karriärens största seger i Critérium des Jeunes (2009).
Hon har även segrat i Prix Gélinotte (2009), Prix Uranie (2009) och Prix Reine du Corta (2009) samt kommit på andraplats i Prix Marcel Dejean (2008), Prix Une de Mai (2008), Treåringseliten (2009), Prix Guy Deloison (2009) samt på tredjeplats i Prix de Berlin (2009), Prix Henri Cravoisier (2009) och Prix Gaston de Wazières (2010).

## Avkommor
Hon har lämnat flertal stjärnor i avlen bland annat Dawana född (2013), Gotland född (2016), Kanawa född (2020), Filadonna (2021) samt Caranca född (2012) som i sin tur är mamma till Hohneck född (2017) som vann Elitloppet (2023).